# Henry Hollis Horton

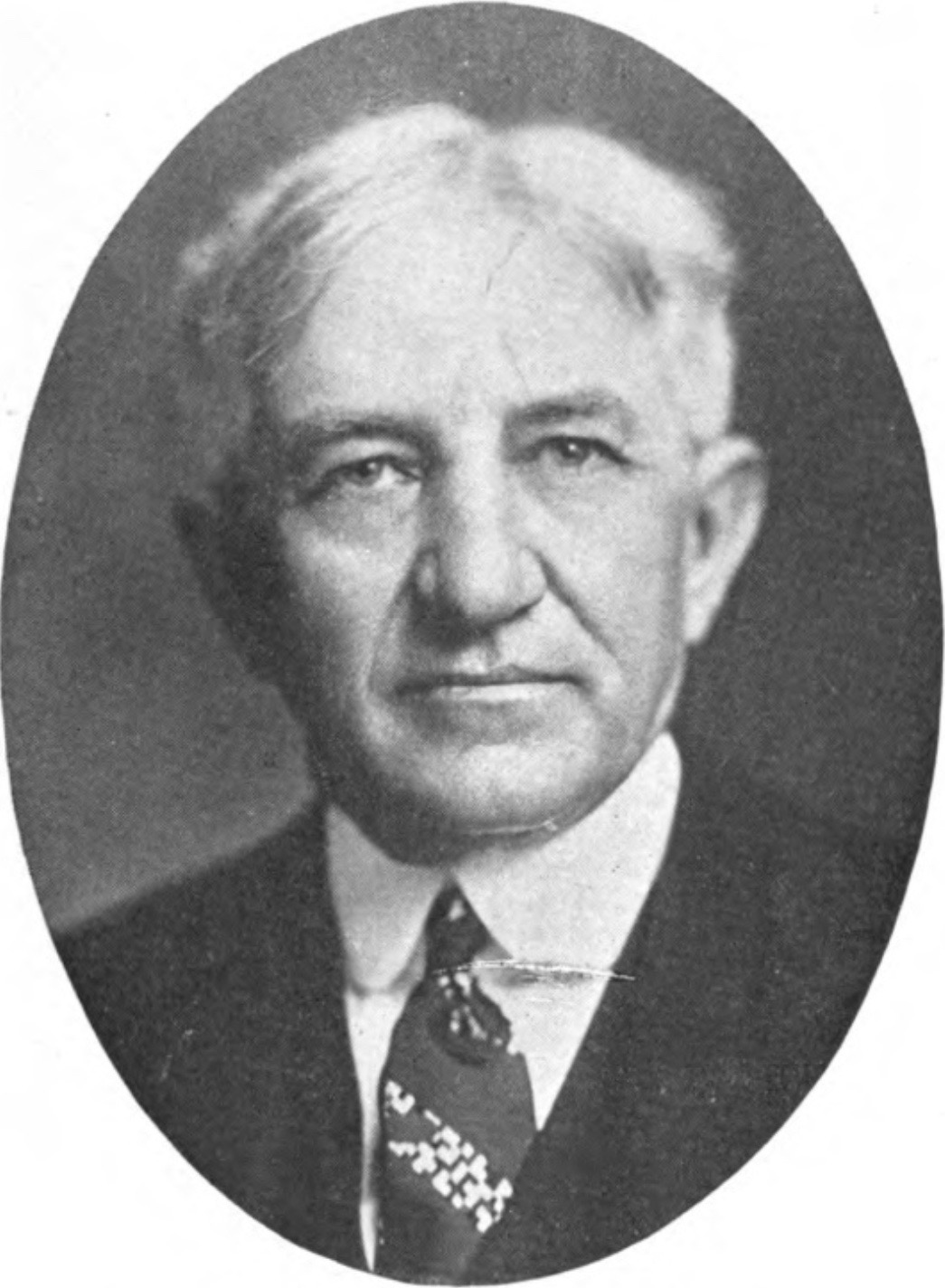
Foto de Henry Hollis Horton, ano 1930.

Henry Hollis Horton (17 de fevereiro de 1866 – 2 de julho de 1934) foi um político americano, o 36º Governador do Tennessee, com mandato de 1927 até 1933. Ele assumiu este cargo quando o governador Austin Peay morreu no durante seu governo, e como Presidente do Senado do Tennessee, ele era o primeiro na linha de sucessão. Posteriormente, ele foi eleito para dois mandatos completos. Seu mandato como governador foi marcado por um escândalo envolvendo o colapso dos impérios financeiros dos seus aliados políticos, Luke Lea e Rogers Caldwell.

## Início de vida
Horton nasceu da Comunidade de Princeton no Condado de Jackson, Alabama, um dos doze filhos de Henry Hollis Horton, um pastor batista e Anne (Moore) Horton. Estudou na Scottsboro Academy em Scottsboro, Alabama, depois formou-se no Winchester College em Winchester, Tennessee, em 1888. Ele mudou-se para Hillsboro, Texas, para lecionar em escolas, mas retornou ao Tennessee após um ano. Estudou na University of the South em Sewanee no início da década de 1890.
Horton foi admitido para advocacia em 1894 e exerceu a profissão no Condado de Franklin. Ele ocupou diversos cargos locais, comissário eleitoral, diretor de escola e diretor do Home Bank of Winchester. Ele representou o Condado de Franklin por um mandato na Câmara dos Representantes do Tennessee, de 1907 a 1909. Ele foi um defensor da proibição.
Em 1911, Horton mudou-se para o Condado de Marshall, Tennessee, onde ele administrava uma fazenda e uma fábrica que foi estabelecida por seus sogros, os Wilhoites, no Duck River perto de Chapel Hill.

## Governador do Tennessee
Horton foi eleito para o Senado do Tennessee em 1926 pelo distrito de Marshall e Condado de Lincoln. Quando o Senado reuniu-se no início do ano seguinte, ele foi escolhido como presidente do mesmo, que, no Tennessee, é o sucessor constitucional do governador. Após a morte do governador Austin Peay em 2 de outubro de 1927, Horton, assim, tornou-se governador.
Familiarizado com o funcionamento de uma campanha estadual, Horton procurou o antigo assessor de Peay, o editor do Nashville Tennessean Luke Lea, para ajudá-lo a concretizar a reeleição em 1928. Os rivais de Lea, o chefe político de Memphis E. H. Crump, e o chefe político de Nashville Hilary Howse, apoiaram o candidato McAlister Hill, que havia sido derrotado por Peay em 1926. Um terceiro candidato, Lewis S. Pope, também procurou a candidatura e teve o apoio da viúva de Peay. Após uma árdua campanha primária, Horton venceu a nomeação com 97.333 votos sobre os 92.017 de McAlister e 27.779 de Pope. Nas eleições gerais, derrotou o candidato republicano, Raleigh Hopkins, com 195.546 votos sobre 124.733.
Durante o segundo mandato de Horton, ele e Lea começaram a usar privilégios da máquina estatal em Memphis na tentativa de enfraquecer a influência do Crump. Mas como Crump, que estava disputando para o Congresso e queria se concentrar em sua própria campanha, concordou em apoiar Horton na disputa de 1930 para governador se ele e Lea parassem de fornecer privilégios para seus inimigos. Com Crump fora do caminho, Horton derrotou seu principal adversário L. E. Gwinn, com 123.642 votos sobre 88.416 na primária. Em seguida, derrotou o candidato republicano, C. Bruce Arthur, nas eleições gerais, ganhando com 144.995 votos sobre 101.285 de Bruce.
Enquanto o mercado de ações caía em 1929, seus efeitos não haviam atingido totalmente o Tennessee nas eleições de 1930. Apenas quatro dias depois de Horton ser eleito governador, no entanto, o Bank of Tennessee, que foi controlado por Lea e seu sócio de negócios, Rogers Caldwell, foi declarado insolvente, e numerosos bancos controlados por Caldwell no Sul logo também faliram. Horton tinha depositado mais de $6 milhões em fundos estatais em bancos de Caldwell, tudo foi perdido.
Crump e seus aliados, percebendo uma oportunidade, atacaram Horton por depositar fundos estatais em bancos dos seus aliados políticos. Eles também atacaram Horton por adjudicação de contratos sem licitação para uma empresa de Caldwell de pavimentação de estradas, a Kyrock. A Câmara do estado tentou acusar Horton em junho de 1931, mas o movimento falhou, por 58 para 41. Horton foi autorizado a terminar seu mandato, mas não procurou a reeleição. Lea e Caldwell foram condenadas posteriormente por fraude bancária.
Durante o mandato de Horton como governador, ele continuou a maioria das iniciativas de reforma na Peay. Aboliu um imposto sobre terras rurais que havia sido impopular aos agricultores, estabeleceu um Conselho de liberdade condicional de presos, criou uma divisão de aeronáutica no estado e desenvolveu um sistema de rodovias secundárias no estado. Ele também ergueu estátuas de Andrew Jackson e John Sevier colocando no Statuary Hall em Washington, D.C.

## Últimos anos, morte e legado
Após seu último mandato como governador, Horton retirou-se para sua fazenda no Condado de Marshall, onde morreu de um aparente acidente vascular cerebral em 2 de julho de 1934. Ele foi enterrado no cemitério Wilhoite em Chapel Hill.
Em 1961, o estado comprou de seus herdeiros a fazenda de Horton no Condado de Marshall e posteriormente transformou a área no Parque Estadual Henry Horton. O parque ainda abriga as ruínas de um moinho operado por Horton e seus sogros, os Wilhoites.
Junto ao Parque estadual, um trecho da E.U. rota 31, no Condado de Marshall leva seu nome em sua homenagem.

## Família
Horton casou-se com Adeline Wilhoite, em 1896. Eles tiveram um filho.

## Fonte da tradução
- Este artigo foi inicialmente traduzido, total ou parcialmente, do artigo da Wikipédia em inglês cujo título é «Henry Hollis Horton».